# Линия Нэгиси
Линия Нэгиси (яп. 根岸線 нэгиси сэн) — железнодорожная линия японского железнодорожного оператора East Japan Railway Company расположенная в префектуре Канагава, протянувшаяся от станции Иокогама расположенной в городе Иокогама до станции Офуна, расположенной в городе Камакура.
На линии Нэгиси не существует отдельного обслуживания. Практически все составы переходят на линию Кэйхин-Тохоку (яп. 京浜東北線 кэйхин то:хоку сэн) на станции Иокогама до станций Камата, Токио и Омия; поэтому, участок от станции Омия до станции Офуна часто обозначается как Линия Кэйхин-Тохоку—Нэгиси (яп. 京浜東北線・根岸線) на картах и схемах. Составы данной линии можно отличить по светло голубой полосе, цвет линии на схемах так же светло голубой.
Некоторые составы идут до станции Хатиодзи через линию Иокогама.

## История
Старейшая станция на линии — Сакурагитё (в то время носила название Иокогама), была открыта 12 июня 1872 года . Линия была продлена до станции Кодзу 11 июля 1887 года; на станции была устроена специальная стрелка для того чтобы составы могли менять направление движения. Стрелку ликвидировали с постройкой участка между станциями Канагава и Ходогая который был открыт 1 августа 1898 года.
Станция Такасиматё была открыта на участке между станциями Канагава и Иокогама 20 декабря 1914 года, как конечная станция электрифицированной линии Кэйхин (предшественницы нынешней линии Кэйхин-Тохоку). 15 августа 1915 года была открыта новая станция Иокогама, поглотившая станцию Такасиматё и ставшая новой конечной станцией линии. Старая станция Иокогама была переименована в Сакурагитё. Линия Кэйхин была продлена до станции Сакурагитё 30 декабря 1915 года, в то же время было прекращено грузовое сообщение по линии. В 1951 году при подъезде к Сакурагитё загорелся поезд, что привело к ужесточению стандартов безопасности на железных дорогах.
19 мая 1964 года линия была продлена до станции Исого. Линия была переименована в Линию Нэгиси по названию одной из новых станций. В том же году 1 июня была открыта линия Такасима и на линии снова было открыто грузовое сообщение.
Линия была продлена до станции Ёкодай 17 марта 1970 года. 20 мая того же года поезд сошёл с рельсов на участке между станциями Син-Сугита и Ёкодай. Последний участок линии от станции Ёкодай до станции Офуна был открыт 9 апреля 1973 года.
Грузовое сообщение между станциями Офуна и Исого было прекращено 1 февраля 1984 года.
15 марта 2008 года было открыто сквозное сообщение с линией Йокосука.

## Виды обслуживания
В дневное время составы ходят с интервалом 3 минуты между станциями Иокогами и Сакурагитё. Между станциями Сакурагитё и Исого поезда ходят с интервалами в 5 минут, между Исого и Офуна 10 минут.
По линии так же проходит экспресс с ограниченным числом остановок Хамакайдзи.

### Грузовое сообщение
С линией Нэгиси связаны следующие грузовые линии:
- Грузовая линия Такасима (яп. 高島貨物線) (Сакурагитё)
- Kanagawa Rinkai Railway (яп. 神奈川臨海鉄道) (Нэгиси)
- Грузовая линия Токайдо (яп. 東海道貨物線) (Хонгодай)

## Станции
- Все станции расположены в префектуре Канагава.
- Поезда останавливаются на каждой станции.

| Иокогама   | 横浜   | -   | 0.0  | 59.1 | 44.4 | Линия Кэйхин-Тохоку (сквозное сообщение), Линия Йокосука, Линия Токайдо Линия Тоёко Линия Кэйкю Линия Сотэцу Yokohama Municipal Subway Синяя Линия (B20) Линия Минатомирай | Иокогама |
| Сакурагитё | 桜木町 | 2.0 | 2.0  | 61.1 | 46.4 | Yokohama Municipal Subway Синяя Линия (B18) | Иокогама |
| Каннай     | 関内   | 1.0 | 3.0  | 62.1 | 47.4 | Yokohama Municipal Subway Синяя Линия (B17) | Иокогама |
| Исикаватё  | 石川町 | 0.8 | 3.8  | 62.9 | 48.2 | | Иокогама |
| Яматэ      | 山手   | 1.2 | 5.0  | 64.1 | 49.4 | | Иокогама |
| Нэгиси     | 根岸   | 2.1 | 7.1  | 66.2 | 51.5 | | Иокогама |
| Исого      | 磯子   | 2.4 | 9.5  | 68.6 | 53.9 | | Иокогама |
| Син-Сугата | 新杉田 | 1.6 | 11.1 | 70.2 | 55.5 | Kanazawa Seaside Line Линия Кэйкю (Сугита) | Иокогама |
| Ёкодай     | 洋光台 | 3.0 | 14.1 | 73.2 | 58.5 | | Иокогама |
| Конандай   | 港南台 | 1.9 | 16.0 | 75.1 | 60.4 | | Иокогама |
| Хонгодай   | 本郷台 | 2.5 | 18.5 | 77.6 | 62.9 | | Иокогама |
| Офуна      | 大船   | 3.6 | 22.1 | 81.2 | 66.5 | Линия Токайдо, Линия Йокосука, Линия Сёнан-Синдзюку Shōnan Monorail | Иокогама |
| Офуна      | 大船   | 3.6 | 22.1 | 81.2 | 66.5 | Линия Токайдо, Линия Йокосука, Линия Сёнан-Синдзюку Shōnan Monorail | Камакура |